# Pénates
Pour la propriété, voir Repino#Les Pénates.
Cet article possède des paronymes, voir Peñate et PNAT.

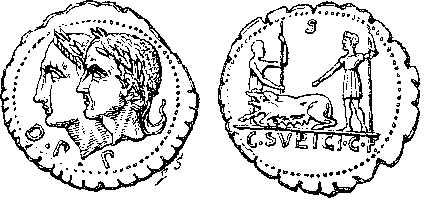
Au droit : têtes couronnées de lauriers de Pénates publics avec l'inscription DPP (= Dei Penates Publici). Au revers : deux généraux romains, vêtus du paludamentum, tenant des lances dans la main gauche, comme s'ils arrivaient à la conclusion d'un accord, au-dessus d'une truie, avec inscription C. SV (LP) ICI.CF (=), dédiée à un membre de la gens Sulpicia, vers -94

Les Pénates sont des divinités romaines chargées de la garde du foyer, et plus particulièrement, des biens, du garde-manger et du feu servant à faire la cuisine. À partir du IIIe siècle av. J.-C., les Pénates passent du culte privé au culte public.

## Étymologie
Le mot « Pénates » est masculin pluriel. Il est rarement employé au féminin, ainsi qu'au singulier, ou encore, pour désigner des objets. Le terme est dérivé du latin penus qui signifie le « garde-manger ».
Les Pénates sont ainsi les dieux du « garde-manger » ou de l'intérieur de la maison — penes « chez », de *pen- « nourrir ». Leur nom n'est qu'un adjectif qui requiert devant lui le substantif « dieux ». Leur personnalité se confond avec leur localisation.

## Coutumes
Au cours de leurs migrations, les peuples n'oubliaient pas d'emporter avec eux, non seulement le culte de leur pays d'origine, mais surtout les statues antiques, vénérées par leurs ancêtres. Ce sont ces idoles — devenues des sortes de talismans dans les nouveaux États ou les nouvelles cités — qu'on appelait les dieux Pénates. Les petites bourgades, les simples hameaux, les humbles maisons avaient les leurs, comme les grandes villes et les vastes États. Troie eut son Palladion : une statue d'Athéna (Minerve dans l'Empire romain), la protectrice et gardienne de ses destinées. Rome eut ses propres Pénates.

## Culte des Pénates privés

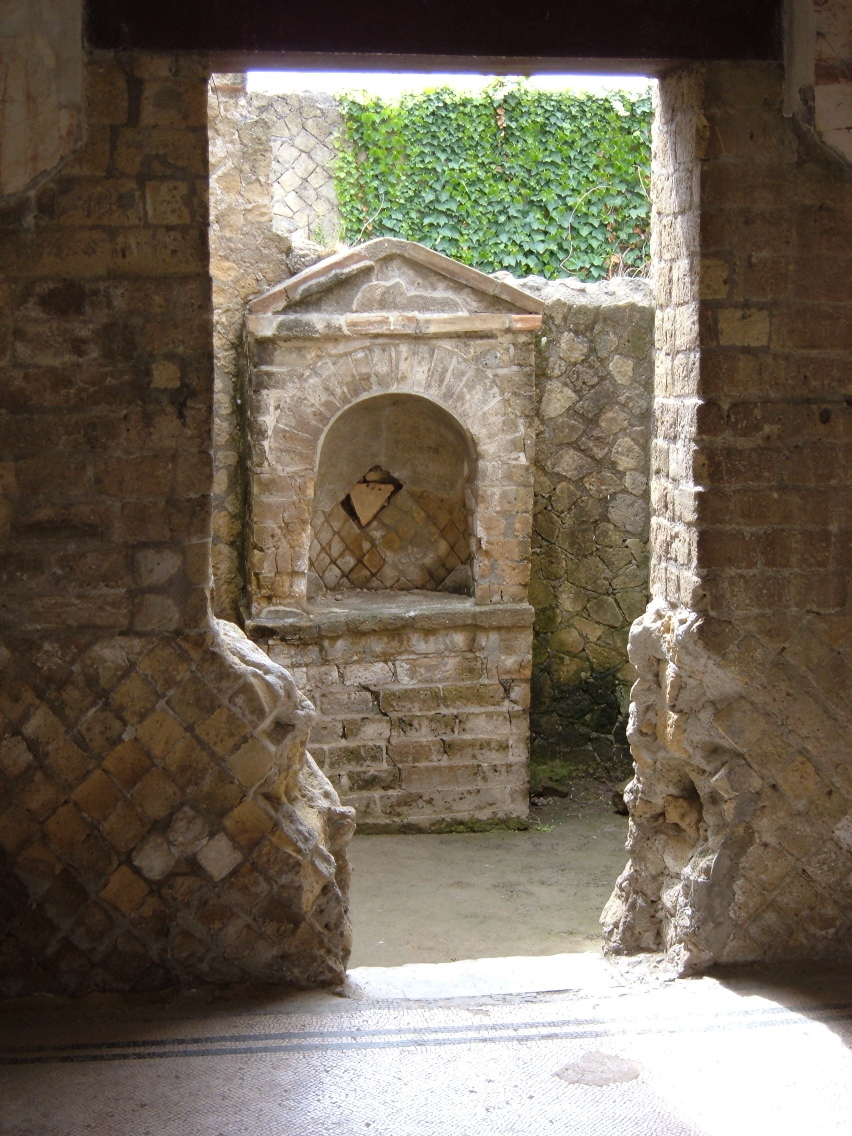
Entrée d’un culte des Pénates privés

Les Pénates demeurent longtemps les dieux du « garde-manger » avant que les Romains n'incluent dans ceux-ci tous les dieux — masculins ou féminins — honorés dans la maison pour quelque raison que ce soit. Plus tard, le maître de maison se sent libre de choisir dans le panthéon des divinités qui il veut pour di penates, « le titre ne désignant plus qu'une fonction ouverte aux candidats les plus divers, y compris les plus distingués (Jupiter, Vénus, Fortuna...) ».
Ainsi, les familles se choisissent librement leurs Pénates, parmi les grands dieux ou les grands hommes déifiés — généralement au nombre de deux (l'un pour la nourriture, l'autre pour la boisson). Ces dieux, qu'il importe de ne pas confondre avec les dieux Lares, se transmettent de père en fils, comme un héritage. Dans chaque habitation, on leur réserve une place, au moins un réduit, souvent un autel et parfois un sanctuaire (nommé laraire). Les Pénates sont toujours invoqués collectivement. Ils sont attachés à la famille et la suivent dans ses déplacements (au contraire des Lares qui sont attachés au lieu).

## Culte des Pénates publics de Rome
Les Pénates se sont sûrement déplacés depuis le culte privé vers le culte public, où, pendant les temps républicains, ils ne jouent pas un grand rôle.
Selon Annie Dubourdieu, les Pénates de l'État sont, à l'origine, ceux du roi. Ainsi, le temple des Pénates sur la Velia est situé à l'emplacement de la maison de Tullus Hostilius, ou près de celle-ci. Le sanctuaire de Vesta, où sont aussi gardés les Pénates du peuple romain, est intégré dans un complexe architectural qui comprend la maison du roi — la Regia, liée à Numa.
Tacite atteste leur présence dans le temple de Vesta jusqu'à l'incendie de Rome qui détruit l'édifice sous Néron. Par la suite, ils ont une aedes sur la Velia où ils sont représentés par deux jeunes hommes assis portant une lance, probablement une représentation des Jumeaux divins. Plusieurs pièces de monnaie du premier siècle portent ainsi des têtes de Dioscures avec l'inscription D(i) P(enates) P(ublici).
Enfin, les Romains rendent officiellement un culte aux Pénates de Lavinium, au sud-est de Rome. Ce culte, qui prend la forme d'une sorte de procession annuelle comprenant les plus hauts magistrats de Rome, est étroitement lié à la légende des origines troyennes de la cité, laquelle suppose que les Pénates de Lavinium ont été apportés par Énée. Se considérant comme les descendants de ce dernier, les Romains vénèrent tout naturellement ces Pénates comme les leurs propres.

## Légendes attachées aux Pénates publics de Rome

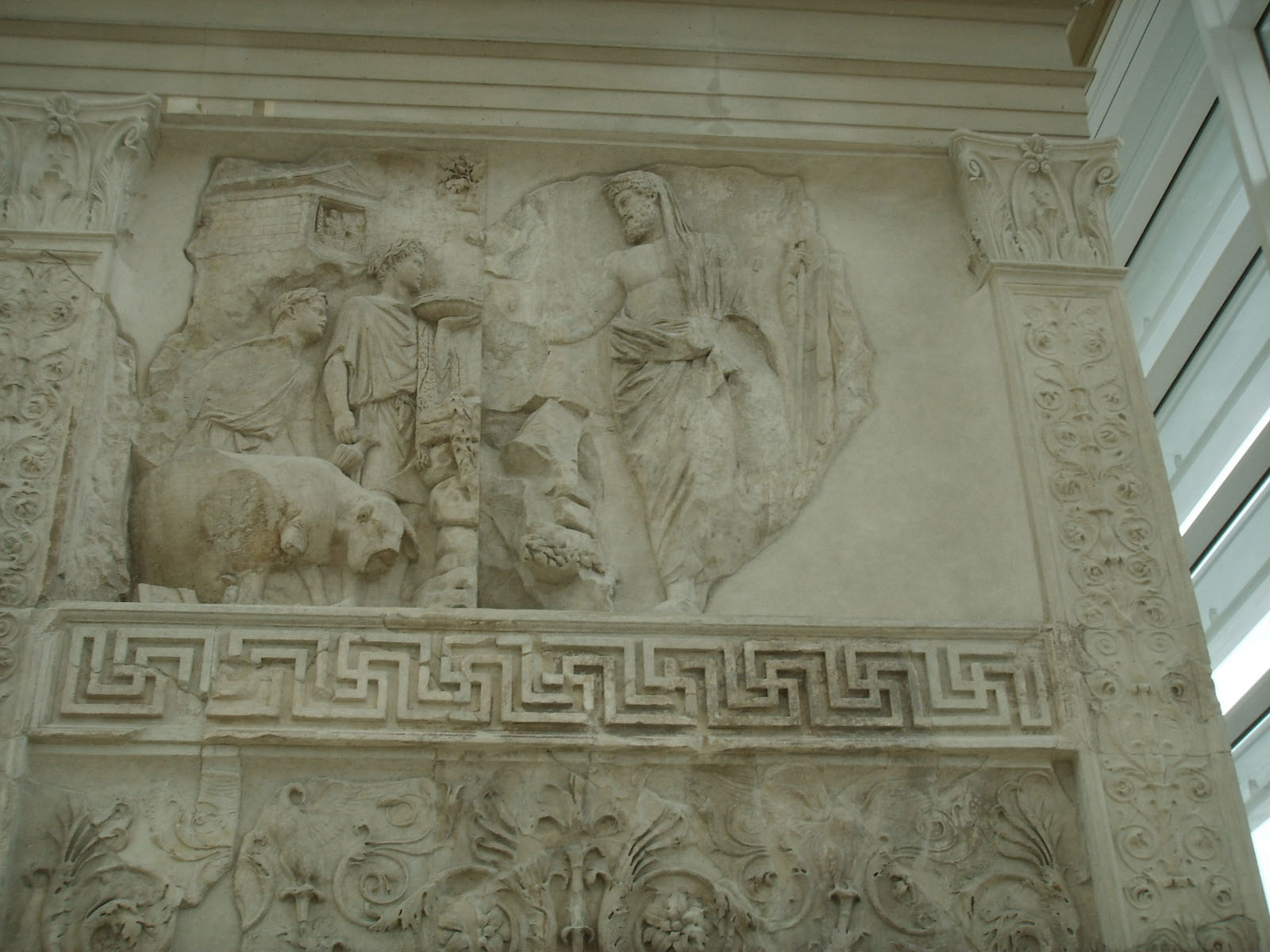
Évocation de l'arrivée d'Énée en Italie. Les Pénates de Troie sont abrités dans un temple situé à gauche au-dessus des rochers fin.

Selon certains auteurs antiques, le culte de ces dieux provient de Phrygie et de Samothrace. Élevé dans la religion des Cabires, Tarquin l'Ancien édifie un temple unique à trois divinités samothraciennes, qui plus tard, s'appelleront « les Pénates des Romains ».
Denys d'Halicarnasse les nomme « dieux troyens », et en effet, ils font partie de la légende troyenne. Selon celle-ci, les Pénates originels proviendraient de Troie, et c'est Énée qui — en s'enfuyant avec son père Anchise sur le dos et son fils Iule à la main — les aurait emportés. À Troie, les Pénates avaient, semble-t-il, le même rôle que celui qui leur est dévolu à Rome. Le grand savant romain Nigidius et le théologien romain Cornélius Labéon se demandent si les dieux Poséidon et Apollon, ceux qui construisirent le mur de Troie pour le roi Laomédon, ne seraient pas une préfiguration des Pénates.
Dans l’Énéide, Virgile en dit :

« À ces questions Énée  soupire, et tirant sa voix du fond de sa poitrine :

« Ô déesse, dit-il, si je remontais jusqu'à l'origine première de mes maux, et que tu eusses le loisir d'en écouter l'histoire, Vesper, avant la fin de mon récit, aurait fermé les portes de l'Olympe et du jour. Partis de l'antique Troie (si le nom de Troie est venu jusqu'à vos oreilles) et errant de mer en mer, la tempête par hasard nous a poussés sur les côtes de Libye. Je suis le pieux Énée qui transporte avec moi sur ma flotte les Pénates dérobés à l'ennemi, Énée dont le renom est allé jusqu'au haut de l'éther. Je cherche l'Italie, terre de mes pères, qui descendent du grand Jupiter. » »

— Virgile, Énéide, I, 371 et suiv. (trad. M. Rat)

« Toi père, prends dans tes mains les objets sacrés, les Pénates de nos ancêtres ; moi qui sors à peine d'une guerre si rude et de ses carnages, je ne peux les toucher avant de m'être purifié dans une eau vive. »

— Virgile, Énéide, II, 717 et suiv. (trad. J. Perret)
Des objets mystérieux réputés associés à la légende troyenne étaient conservés à Lavinium. À l'époque classique, alors que le mythe romulien est bien consolidé au moyen d'une filiation « Lavinium/Albe/Rome », il faut bien trouver une explication à cette étrangeté. C'est ainsi que Denys d'Halicarnasse rapporte une histoire selon laquelle ces objets, emportés par Ascagne lors de la fondation d'Albe, auraient à deux reprises manifesté de façon miraculeuse leur refus d'être déplacés. Ascagne se serait ainsi résigné à les laisser à Lavinium.